# زمین‌لرزه ۱۹۵۷ ترکیه
زمین‌لرزه ترکیه  در تاریخ ۲۵ آوریل ۱۹۵۷ میلادی، برابر با ‎۵ اردیبهشت ۱۳۳۶، ساعت ۲:۲۵:۴۱ به زمان یوتی‌سی در ترکیه رخ داد. ژرفای این زلزله ۳۵ کیلومتر بود. بزرگی آن ۷٫۱ در مقیاس Mw اعلام شده‌است. زمین‌لرزه به وقت محلی در روز پنج‌شنبه، ساعت ۴ روی داده و منطقه زمانی آن یوتی‌سی +۲ بوده‌است (با لحاظ تغییر ساعت تابستانی).
سازمان زمین‌شناسی آمریکا نیز جای این زمین‌لرزه را در مختصات ۳۶°۲۴′شمالی ۲۸°۴۲′شرقی / ۳۶٫۴°شمالی ۲۸٫۷°شرقی و بزرگی آنرا برابر با ۷٫۱ در مقیاس ریشتر اعلام کرده‌است. ژرفای گزارش شده از سوی این سازمان ۱۸ کیلومتر می‌باشد.
شمار کشتگان زلزله حدود ۶۷ نفر بوده‌است.